# Robert Thaler
Robert Thaler (Cedar Rapids, 15 oktober 1950) is een Amerikaans acteur die van 1985 tot 1988 Pearl Bradford speelde in de soapserie Santa Barbara.
Thaler groeide op in Iowa en werkte onder meer als ski-instructeur en gitaardocent. Voordat hij het theater in ging, studeerde hij politieke economie aan de Universiteit van Californië in Berkeley. 
Thaler speelde gastrollen in televisieseries als Renegades, Hill Street Blues en T.J. Hooker.